# Gewöhnliches Kratzmoos
Das Gewöhnliche Kratzmoos (Radula complanata), auch Abgeflachtes Kratz-Lebermoos genannt, ist eine Lebermoos-Art aus der monogenerischen Familie Radulaceae.

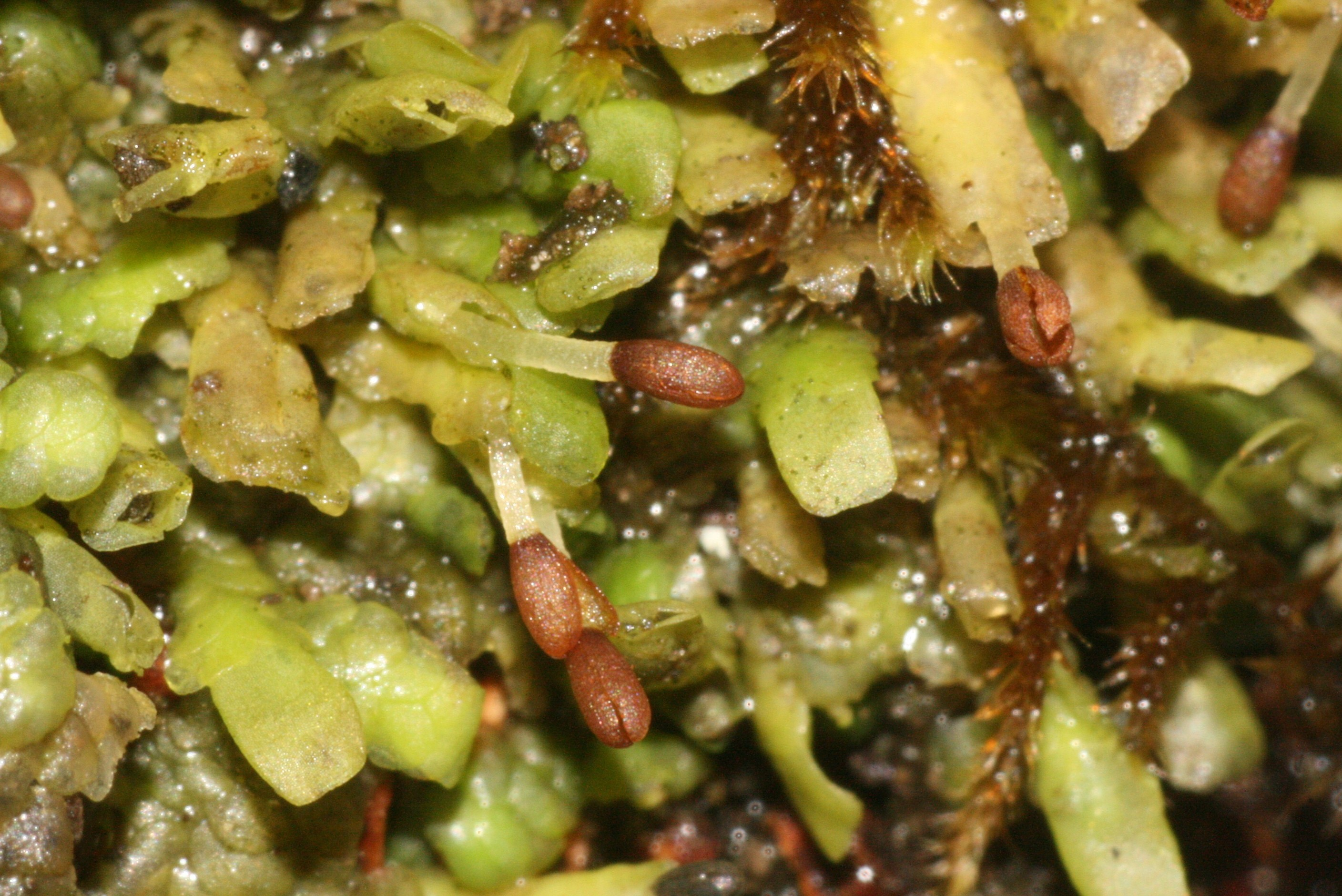
Perianthien und Sporophyten

## Erkennungsmerkmale
Die ziemlich kräftigen, gelbgrünen Pflanzen sind 1,5–2,5 mm breit und um 1 cm lang. Sie wachsen in flachen, dem Substrat angedrückten und bis handtellergroßen Decken. Die Flankenblätter sind zweilappig, mit rundlichen bis eiförmigen Oberlappen und viel kleineren, rechteckigen bis quadratischen Unterlappen. Die Blattstellung ist oberschlächtig, das heißt, der obere Rand eines Blattes überdeckt den unteren Rand des nächsten Blattes. An den Blatträndern werden oft Brutkörper gebildet. Die Blattzellen in der Blattmitte haben eine Größe von 24 bis 30 µm. Unterblätter fehlen. Die Pflanzen sind einhäusig. Männliche Hüllblätter befinden sich unterhalb der weiblichen. Die weiblichen Hüllblätter stehen am Stämmchenende und umfassen das Perianth. Die blattartig abgeflachten Perianthien mit den daraus hervorwachsenden Sporophyten werden häufig gebildet.

## Vorkommen
Das Gewöhnliche Kratzmoos wächst vor allem auf Borke von Laubbäumen, besonders Ahorn, Esche und Pappel, selten auf Felsen oder Erde. Bevorzugt werden lichtreiche bis mäßig schattige Standorte in aufgelichteten Wäldern und Waldrändern. Das Moos ist zirkumboreal verbreitet und in Europa teilweise häufig.
Das Moos wächst oft vergesellschaftet mit dem Wassersackmoos (Frullania dilatata).